# Wake Up Little Susie
Wake Up Little Susie ist ein Popsong der Everly Brothers aus dem Jahre 1957, der sich zum zweiten Millionenseller des Gesangsduos entwickelte. Das Stück erreichte Platz eins der Country-, Pop- und Rhythm & Blues-Hitparade und wurde mit einem BMI-Award ausgezeichnet.

## Entstehungsgeschichte
Wake Up Little Susie lehnte sich an die Rhythmik und Akkordfolge des vorausgegangenen Hits Bye Bye Love an. Der Text wurde wegen seines angeblich unzüchtigen Inhalts vom Chef des Plattenlabels Cadence Records, Archie Bleyer, für riskant gehalten. Im Lied wird geschildert, wie der Protagonist seine Freundin Susie morgens um 4 Uhr im Auto aufweckt, nachdem beide sich einen – langweiligen – Film im Autokino angeschaut hatten, sich nun aber außerhalb der Sperrstunde bewegten und um ihren Ruf fürchten mussten. Er machte sich Gedanken darüber, wie er dies seinen Eltern und Freunden erklären soll.
Trotz der Bedenken wurde der Song am 15. August 1957 in den RCA Victor Tonstudios von Nashville in vier Takes aufgenommen. Begleitet wurden die Everly Brothers von Chet Atkins (Gitarre), Ray Edenton (Gitarre), Lightnin' Chance (Bassgitarre), Floyd Cramer (Piano) und Buddy Harman (Schlagzeug). Die Sessionmusiker gehörten zu einem Team von etablierten Instrumentalisten der Country-Musik, das als Nashville A-Team in Fachkreisen bekannt war. Produzent war Archie Bleyer, der letztlich seine Bedenken gegen eine Veröffentlichung aufgab.
Das Intro wird von der bekannten Akkordfolge F-C7 beherrscht und wurde um die häufig im Blues verwandte Dreier-Akkordfolge I-IV-V als zweitaktige Form in I-III-IV-III konstruiert. Es wird als Gitarren-Riff A-C-A-D-C-A von der Rhythmusgitarre als schneller Sprung über 1 ½ Noten vom Hauptakkord zur Subdominante IV gespielt. Wake Up Little Susie wurde mit 2 anderen Titeln aufgenommen, von denen Maybe Tomorrow als B-Seite erschien.
Der Song gehört zu einer Reihe von umsatzstarken Hits der Everly Brothers, die immer die gleiche konzeptionelle Grundlage besaßen. Steel-String-Gitarren spielen ein eingängiges Riff, Close-harmony-Tenorstimmen singen mit parallelen Terzen, Pop-Instrumentation sorgte für eine breite Marktaufstellung, und die Komponisten Boudleaux und Felice Bryant leisteten ihren Beitrag zu einem weiteren Hit.

## Veröffentlichung und Erfolg
Wake Up Little Susie / Maybe Tomorrow (Cadence 1337) wurde am 2. September 1957 veröffentlicht. Es zeigte sich, dass Bleyers Bedenken nicht ganz unberechtigt waren, denn einige Radiosender ließen den Song nicht zum Airplay zu. Das behinderte jedoch nicht seinen enormen Verkaufserfolg, denn er verkaufte bis Oktober 1958 insgesamt 1,8 Millionen, weltweit über zwei Millionen Exemplare.
Der Crossover in die Pop-Charts fiel leicht, weil das Stück Rock & Roll-Akkorde nutzt und die Instrumentierung leichte Popmusik-Strukturen aufweist. Die Single entwickelte sich zum ersten Nummer-eins-Hit der Everly Brothers in allen US-amerikanischen Hitparadenkategorien, nachdem sie am 14. Oktober 1957 den ersten Rang der Pop-Hitparade erreicht hatte. Sie stand auf Rang eins für acht Wochen in der Country-, vier Wochen in der Pop- und eine Woche in der Rhythm-&-Blues-Hitparade und erhielt einen BMI-Award. In Großbritannien gelangte sie bis auf Platz zwei der Charts.

## Coverversionen
Aus den mindestens 14 Coverversionen sollen zwei herausgegriffen werden.
Die Grateful Dead traten am 13./14. Februar 1970 im Fillmore East auf, dessen Mitschnitt auf der am 13. Juli 1973 erschienenen LP Bear‘s Choice verewigt wurde. Hierauf ist auch eine Coverversion von Wake Up Little Susie enthalten.
Simon & Garfunkel, die die Everly Brothers als ihr musikalisches Vorbild bezeichnen, gaben am 19. September 1981 ein Konzert im New Yorker Central Park vor über 500.000 Besuchern. Die Live-LP wurde am 16. Februar 1982 veröffentlicht, eine Single-Auskopplung von Wake Up Little Susie hieraus erreichte im April 1982 Rang 27 der Pop-Charts.